# Savins
Savins ist eine französische Gemeinde im Département Seine-et-Marne in der Region Île-de-France. Sie gehört zum Kanton Provins im Arrondissement Provins.

## Geographie
Sie grenzt im Nordwesten an Lizines, im Norden an Saint-Loup-de-Naud, im Osten an Longueville, im Südosten an Jutigny, im Süden an Paroy, im Südwesten an Thénisy und im Westen an Sognolles-en-Montois.

## Bevölkerungsentwicklung
| Jahr      | 1962 | 1968 | 1975 | 1982 | 1990 | 1999 | 2008 | 2013 | 2014 |
| --------- | ---- | ---- | ---- | ---- | ---- | ---- | ---- | ---- | ---- |
| Einwohner | 399  | 335  | 305  | 384  | 495  | 508  | 620  | 603  | 604  |

## Sehenswürdigkeiten
- Kirche Saint-Denis-Saint-Lié (siehe auch: Liste der Monuments historiques in Savins)

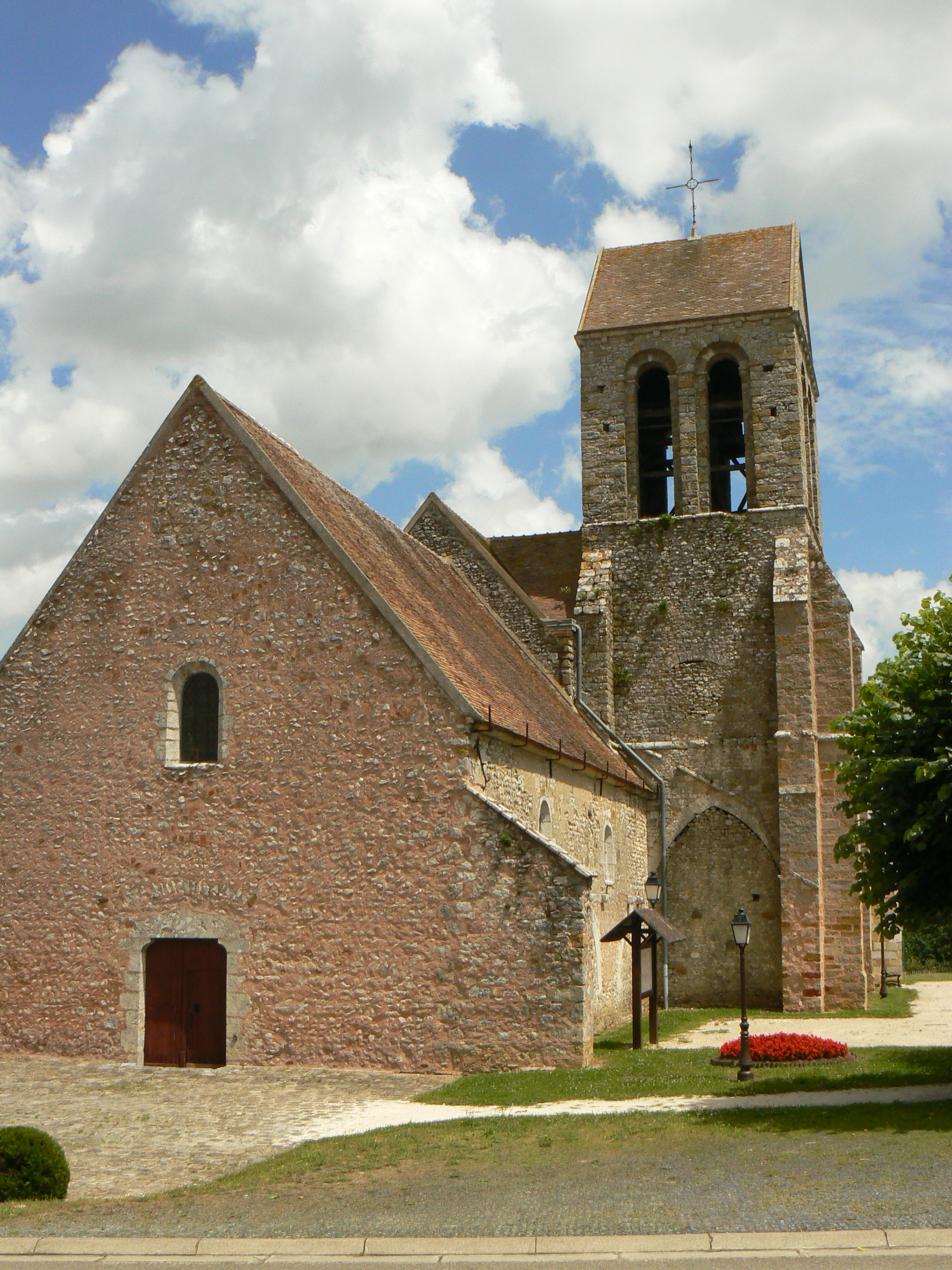
Kirche Saint-Denis-Saint-Lié
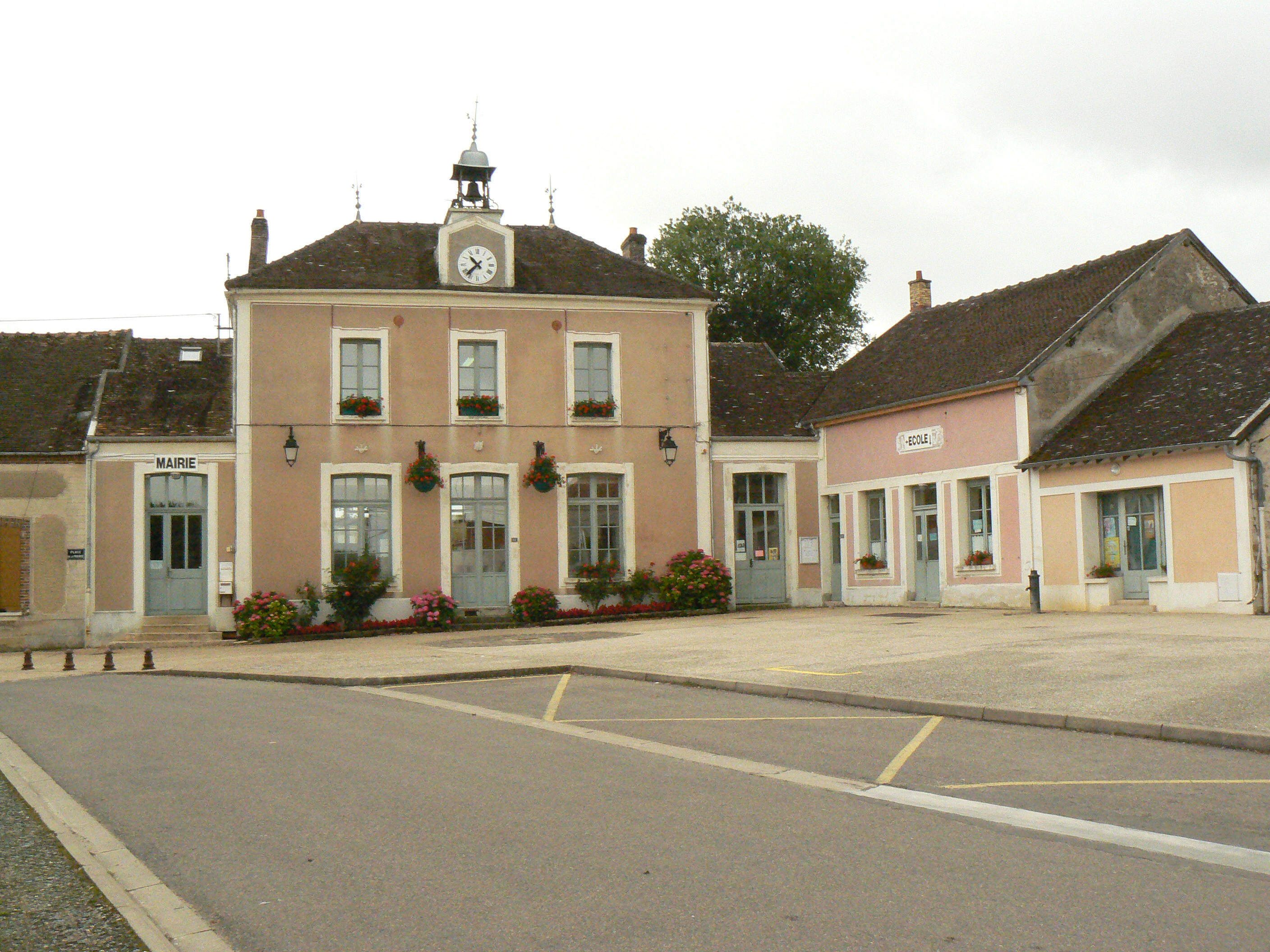
Mairie (Rathaus)